# شهرستان برکس (پنسیلوانیا)
شهرستان بِرکس (به انگلیسی: Berks County) شهرستانی در ایالات متحده آمریکا است که در پنسیلوانیا واقع شده است.

## خصوصیات
شهرستان برکس ۲٬۲۴۲٫۹۴ کیلومتر مربع مساحت، بنابر سرشماری سال ۲۰۲۰، ۴۲۸٬۸۴۹ جمعیت دارد.